# آلبرت راش
آلبرت راش (انگلیسی: Albert Beech; ۲۴ سپتامبر ۱۹۱۲ – ۲۰ ژوئن ۱۹۸۵) بازیکن فوتبال اهل بریتانیا بود.
از باشگاه‌هایی که در آن بازی کرده‌است می‌توان به باشگاه فوتبال آلترینچام، باشگاه فوتبال هادرزفیلد تاون، باشگاه فوتبال نورتویچ ویکتوریا، باشگاه فوتبال پورت ویل، و باشگاه فوتبال نوتس کانتی اشاره کرد.